# Lander (Wyoming)
Lander az Egyesült Államok Wyoming államának városa, Fremont megye megyszékhelye. Elhelyezkedése csaknem az állam közepén található a  Wind River Indiánrezervátumtól közvetlenül délre. Lakosainak száma 7546 fő (2020. április 1.).

## Népesség
A település népességének változása:

| 2010 | 7 487 |
| 2020 | 7 546 |

## Történelem
Landernek korábban több elnevezése is volt, úgy mint Pushroot, Old Camp Brown and Fort Augur. A jelenlegi nevét 1875-ben kapta Frederick W. Lander tábornok után.

## Földrajz
Az Amerikai Egyesült Államok Népszámlálási Hivatala szerint a város teljes területe 12,10 km2